# Grosspeter Tower
Der Grosspeter Tower ist ein von 2014 bis 2017 erbautes Hochhaus in der Schweizer Stadt Basel. Das kombinierte Wohn- und Geschäftshaus weist 78 Meter bzw. 21 Stockwerke auf und verfügt insgesamt über eine Nutzfläche von rund 17'400 Quadratmetern.
Ein Erdwärmesondenfeld versorgt die Wärmepumpenheizung und Kältemaschine mit geothermischer Energie. Photovoltaikflächen sind in die geschlossenen Fassadenflächen und auf dem Dach integriert. Das am 10. November 2014 begonnene Bauwerk wurde im Jahr 2017 bezugsfertig fertiggestellt.
Der Grosspeter Tower ist nach dem Areal Grosspeter im Basler Quartier St. Alban benannt und steht nahe dem Bahnhof Basel SBB. Unmittelbar beim Autobahnanschluss A2 und A3 gelegen, bildet der Grosspeter Tower das neue Tor zur Stadt Basel und markiert den Eingang der Stadt. Das Bauwerk hat einen fünfgeschossigen bzw. 23 Meter breiten Sockelbaukörper, aus welchem der eigentliche Turm erwächst. Im Sockelbereich befindet sich ein Hotel mit einer Nutzfläche von rund 6300 Quadratmetern. Die restliche Nutzfläche von 11'100 Quadratmetern sind für Miet- und Gewerbeeinheiten vorgesehen. Das Hochhaus hat 153 Garagenparkplätze.
Für den Entwurf war zunächst das Architekturbüro Degelo Architekten verantwortlich. Der Auftrag wurde dann aber an Burckhardt und Partner AG übertragen.